# ルドルフ・ヴァン・デン・ベルフ
- ルドルフ・ファン・デン・ベルフ
- ルドルフ・ファン・デン・ベルク

ルドルフ・ヴァン・デン・ベルフ（Rudolf van den Berg、1949年1月6日 - 2025年7月12日）は、オランダの映画監督、脚本家である。
姓はファン・デン・ベルフ、ファン・デン・ベルクとも表記される。

## 人物
オランダ・ロッテルダム出身。1982年より30年にわたってドキュメンタリーや劇映画を制作。
2010年9月に監督8本目となるフィーチャー映画『Tirza』が公開された。同作は第83回アカデミー賞外国語映画賞のオランダ代表に選ばれたが、ノミネートには至らなかった。
2025年7月12日の夕方に死去したことが13日、家族により公表された。76歳没。

## 主なフィルモグラフィ
- Bastille (1984) 監督・脚本
- アイリーンを探して Looking for Eileen (1987) 監督・脚本
- Evenings (1989) 監督
- ザンガディクス De Johnsons (1992) 監督
- 異常犯罪心理捜査 In The Cold Light Of Day (1996) 監督
- For My Baby (1997) 監督・脚本・原案
- アムステルダム 恋の旅 Snapshots (2002) 監督・脚本
- Tirza (2010) 監督・脚本
- ナチスの犬 Süskind (2012) 監督・脚本